# Segunda Categoría de Imbabura 2017
El Campeonato Provincial de Fútbol de Segunda Categoría de Imbabura 2017 fue un torneo de fútbol en Ecuador en el cual compitieron equipos de la Provincia de Imbabura. El torneo fue organizado por Asociación de Fútbol Profesional de Imbabura (AFI) y avalado por la Federación Ecuatoriana de Fútbol. El torneo empezó el 7 de junio de 2017 y finalizó el 9 de julio de 2017. Participaron 4 clubes de fútbol y entregó 1 cupo al Zonal de Ascenso de la Segunda Categoría 2017 por el ascenso a la Serie B.

## Sistema de campeonato
El sistema determinado por la Asociación de Fútbol Profesional de Imbabura fue el siguiente:
- Se jugó una etapa única con los 4 equipos establecidos, fue todos contra todos ida y vuelta (6 fechas), el calendario se repitió 2 veces (12 fechas), al final el equipo que terminó en primer lugar clasificó a los zonales  de Segunda Categoría 2017.

## Equipos participantes
| Equipos participantes             | Equipos participantes | Equipos participantes                            |
| --------------------------------- | --------------------- | ------------------------------------------------ |
|                                   |                       |                                                  |
| Equipo                            | Ciudad                | Estadio                                          |
| Club Deportivo Ibarra             | Ibarra                | Estadio Olímpico de Ibarra                       |
| Club Atlético Ibarra              | Ibarra                | Estadio Olímpico de Ibarra                       |
| San Antonio Fútbol Club           | Quito                 | Estadio Olímpico de Ibarra                       |
| Club Deportivo Chivos Fútbol Club | Otavalo               | Estadio de la Liga Deportiva Cantonal de Otavalo |

## Equipos por Cantón
| Cantón  | N.º | Equipos                              |
| ------- | --- | ------------------------------------ |
| Ibarra  | 2   | - Atlético Ibarra - Deportivo Ibarra |
| Quito   | 1   | - San Antonio F.C.                   |
| Otavalo | 1   | - Chivos F.C.                        |

## Primera etapa

### Clasificación
|  |    | Equipo           | PJ | PG | PE | PP | GF | GC | DG  | PTS |
|  | -- | ---------------- | -- | -- | -- | -- | -- | -- | --- | --- |
|  | 1. | Atlético Ibarra  | 6  | 4  | 2  | 0  | 11 | 1  | +10 | 14  |
|  | 2. | Chivos F.C.      | 6  | 3  | 1  | 2  | 8  | 8  | 0   | 10  |
|  | 3. | Deportivo Ibarra | 6  | 3  | 1  | 2  | 8  | 9  | -1  | 10  |
|  | 4. | San Antonio F.C. | 6  | 0  | 0  | 6  | 7  | 16 | -9  | 0   |

### Evolución de la clasificación
| Equipo / Jornada | 01 | 02 | 03 | 04 | 05 | 06 |
| ---------------- | -- | -- | -- | -- | -- | -- |
| Atlético Ibarra  | 1  | 1  | 1  | 1  | 1  | 1  |
| Chivos F.C.      | 4  | 3  | 3  | 3  | 3  | 2  |
| Deportivo Ibarra | 2  | 2  | 2  | 2  | 2  | 3  |
| San Antonio F.C. | 3  | 4  | 4  | 4  | 4  | 4  |

### Resultados
| Atlético Ibarra | 4 - 1 | San Antonio FC   | Olímpico (Ibarra)    | 7 de junio | 12:00 |
| Chivos FC       | 0 - 3 | Deportivo Ibarra | Municipal de Otavalo | 7 de junio | 14:00 |

| San Antonio FC   | 2 - 3 | Chivos FC       | Olímpico (Ibarra) | 11 de junio | 12:00 |
| Deportivo Ibarra | 0 - 4 | Atlético Ibarra | Olímpico (Ibarra) | 11 de junio | 16:00 |

| Chivos FC        | 0 - 2 | Atlético Ibarra | Municipal de Otavalo | 14 de junio | 13:00 |
| Deportivo Ibarra | 3 - 2 | San Antonio FC  | Olímpico (Ibarra)    | 14 de junio | 14:00 |

| Atlético Ibarra | 0 - 0 | Chivos FC        | Olímpico (Ibarra)      | 18 de junio | 11:00 |
| San Antonio FC  | 1 - 2 | Deportivo Ibarra | Municipal de Pimampiro | 18 de junio | 11:30 |

| Chivos FC       | 3 - 1 | San Antonio FC   | Municipal de Otavalo | 21 de junio | 15:00 |
| Atlético Ibarra | 0 - 0 | Deportivo Ibarra | Olímpico (Ibarra)    | 21 de junio | 16:00 |

| San Antonio FC   | 0 - 1 | Atlético Ibarra | Olímpico (Ibarra) | 25 de junio | 09:30 |
| Deportivo Ibarra | 0 - 2 | Chivos FC       | Olímpico (Ibarra) | 25 de junio | 12:00 |

## Segunda etapa

### Clasificación
|  |    | Equipo           | PJ | PG | PE | PP | GF | GC | DG | PTS |
|  | -- | ---------------- | -- | -- | -- | -- | -- | -- | -- | --- |
|  | 1. | Atlético Ibarra  | 4  | 3  | 1  | 0  | 7  | 2  | +5 | 10  |
|  | 2. | Chivos F.C.      | 4  | 2  | 1  | 1  | 7  | 5  | +2 | 7   |
|  | 3. | San Antonio F.C. | 4  | 1  | 1  | 2  | 9  | 12 | -3 | 4   |
|  | 4. | Deportivo Ibarra | 4  | 0  | 1  | 3  | 5  | 9  | -4 | 1   |

### Evolución de la clasificación
| Equipo / Jornada | 01 | 02 | 03 | 04 | 05 | 06 |
| ---------------- | -- | -- | -- | -- | -- | -- |
| Atlético Ibarra  | 1  | 1  | 1  | 1  | 1  | 1  |
| Chivos F.C.      | 2  | 2  | 2  | 2  | 2  | 2  |
| San Antonio F.C. | 4  | 4  | 3  | 3  | 3  | 3  |
| Deportivo Ibarra | 3  | 3  | 4  | 4  | 4  | 4  |

### Resultados
| San Antonio FC   | 0 - 3 | Atlético Ibarra | Olímpico (Ibarra) | 28 de junio | 13:15 |
| Deportivo Ibarra | 0 - 1 | Chivos FC       | Olímpico (Ibarra) | 28 de junio | 16:00 |

| Atlético Ibarra | 1 - 0 | Deportivo Ibarra | Olímpico (Ibarra)    | 2 de julio | 11:00 |
| Chivos FC       | 4 - 2 | San Antonio FC   | Municipal de Otavalo | 2 de julio | 11:30 |

| San Antonio FC  | 4 - 2 | Deportivo Ibarra | San Blas          | 5 de julio | 15:00 |
| Atlético Ibarra | 1 - 1 | Chivos FC        | Olímpico (Ibarra) | 5 de julio | 16:00 |

| Chivos FC        | 1 - 2 | Atlético Ibarra | Municipal de Otavalo | 9 de julio | 11:30 |
| Deportivo Ibarra | 3 - 3 | San Antonio FC  | Olímpico (Ibarra)    | 9 de julio | 12:00 |

| San Antonio FC   | - | Chivos FC       | No se programó | No se programó | No se programó |
| Deportivo Ibarra | - | Atlético Ibarra | No se programó | No se programó | No se programó |

| Atlético Ibarra | - | San Antonio FC   | No se programó | No se programó | No se programó |
| Chivos FC       | - | Deportivo Ibarra | No se programó | No se programó | No se programó |

## Tabla acumulada
|  |    | Equipo           | PJ | PG | PE | PP | GF | GC | DG  | PTS |
|  | -- | ---------------- | -- | -- | -- | -- | -- | -- | --- | --- |
|  | 1. | Atlético Ibarra  | 10 | 7  | 3  | 0  | 18 | 3  | +15 | 24  |
|  | 2. | Chivos F.C.      | 10 | 5  | 2  | 3  | 15 | 13 | +2  | 17  |
|  | 3. | Deportivo Ibarra | 10 | 3  | 2  | 5  | 13 | 18 | -5  | 11  |
|  | 4. | San Antonio F.C. | 10 | 1  | 1  | 8  | 16 | 28 | -12 | 4   |

|  | Campeón y clasificado a los zonales de Segunda Categoría 2017. |

|                                                                                                |
|                                                                                                |
| Club Atlético Ibarra Campeón 1.er Título Clasifica a los zonales de la Segunda Categoría 2017. |

## Goleadores
- Actualizado el 29 de julio de 2017

| Jugador              | Equipo           | Goles |
| -------------------- | ---------------- | ----- |
| 1. Adrián Villarreal | Atlético Ibarra  | 6     |
| 2. Roberto Padilla   | Atlético Ibarra  | 5     |
| 3. Luis Padilla      | Chivos F.C.      | 4     |
| 4. Michael Villalva  | San Antonio F.C. | 4     |